# Leopold de Hohenzollern-Sigmaringen
Leopold Stefan Karl Anton Gustaf Eduard Tassilo von Hohenzollern Sigmaringen (n. 22 septembrie 1835, Krauchenwies, Baden-Württemberg, Germania – d. 8 iunie 1905, Berlin, Imperiul German) a fost primul fiu al prințului Karl Anton de Hohenzollern-Sigmaringen. Fratele său mai mic a devenit Regele Carol I al României.
După revoluția spaniolă din 1868 care a detronat-o pe regina Isabella II, i s-a oferit coroana regală. Această ofertă a fost sprijinită de prim-ministrul prusac Otto von Bismarck, dar a fost respinsă de împăratul francez Napoleon III. Leopold a declinat oferta la presiunile franceze și la recomandarea regelui Wilhelm I al Prusiei, dar după o serie de solicitări suplimentare a Franței și a publicării telegramei de la Ems s-a declanșat Războiul Franco-Prusac din 1870-1871 prin declarția de război a Franței în data de 19 iulie 1870, care va duce în final la căderea împăratului Napoleon și ridicarea celei de-a treia republici.
În 1861 Prințul Leopold s-a căsătorit cu Infanta Antónia a Portugaliei și au avut 3 copii:
- Wilhelm (1864-1927)
- Ferdinand  (1865-1927), viitorul rege al României
- Karl Anton (1868-1919)